# Teng Haibin
Teng Haibin (förenklad kinesiska: 滕海滨; traditionell kinesiska: 滕海濱; pinyin: Téng Hǎibīn), född den 2 januari 1985 i Peking, Kina, är en kinesisk gymnast.
Han tog OS-guld i bygelhäst i samband med de olympiska gymnastiktävlingarna 2004 i Aten.